# Micralcinus maculatus
Micralcinus maculatus – gatunek chrząszcza z rodziny ryjkowcowatych.

## Zasięg występowania
Występuje w Ameryce Północnej, 

## Budowa ciała
Ubarwienie ciała czarne. Pokrywy jasnobrązowe z czarnymi i białymi plamkami.

## Biologia i ekologia
Spotykany w nadmorskich zaroślach. Imago żerują na roślinie Sezuvium portulacastrum z rodziny pryszczyrnicowatych.